# امپریا آنلاین
امپریا آنلاین (انگلیسی: Imperia Online) شرکت بازی ویدئویی بلغارستانی است، که در سال ۲۰۰۹ تأسیس شد.